# Abdullah Omar
Abdullah Ismail Omar (in arabo إسماعيل عمر عبد الل‎?; N'Djamena, 1º gennaio 1987) è un calciatore ciadiano naturalizzato bahreinita, centrocampista dell'Al-Ahly Doha e della Nazionale bahreinita.

## Carriera

### Club
Ha giocato per tre stagioni in Bahrein nel Muharraq, prima di trasferirsi al Neuchâtel Xamax nel 2009.

### Nazionale
Conta 34 presenze nella nazionale bahreinita.